# Stapelianthus
Stapelianthus là chi thực vật có hoa trong họ Apocynaceae.